# Yang Yilin
Yang Yilin (Huadu, Guangzhou, Guangdong, 26 d'agost de 1992) és una gimnasta artística xinesa retirada. Va ser medallista de bronze a l'exercici complet dels Jocs Olímpics de 2008 i membre de l'equip xinès guanyador de la medalla d'or. Yang també va ser medallista de bronze del Campionat del Món de 2007 a les barres asimètriques.

## Carrera de gimnàstica
El 2007, Yang va ser membre de l'equip xinès per al Campionat del Món. Va guanyar dues medalles: una de plata amb la selecció xinesa i una de bronze individual a les barres asimètriques. També va quedar sisena en la classificació general. Yang també va ser la medallista d'or als Jocs Interurbans de 2007, un esdeveniment nacional multiesportiu per a adolescents de 13 a 15 anys a la Xina. A la primavera de 2008, va liderar l'equip de Guangdong a l'or als Campionats Nacionals de la Xina i va guanyar medalles individuals en l'exercici general, barres asimètriques i exercici de terra.
Als Jocs Olímpics de Pequín de 2008, Yang va guanyar la medalla de bronze a la final individual amb una puntuació de 62.650, un bronze a la final de la prova de barres asimètriques i un or a la competició per equips (aportant un 15.100 en salt i 16.800 en les barres asimètriques). L'elegibilitat de Yang per als jocs es va qüestionar per discrepàncies d'edat.
El desembre de 2008, Yilin es va lesionar durant les finals de salt a la Copa del Món de Stuttgart, i des d'aleshores, la seva carrera decaure. El 2009 i el 2010, Yang va representar la Xina als Campionats del Món. Va guanyar una medalla de bronze amb l'equip el 2010. El 2010 també va participar en els Jocs Asiàtics, contribuint a la medalla d'or que va guanyar l'equip puntuant a totes les proves. Va quedar tercera classificada a l'exercici complet entre totes les participants, però no va poder disputar la final pel límit de dos gimnastes per aparell en quedar per darrere de les seves compatriotes Huang Qiushuang i Sui Lu. Tampoc es va classificar per cap final d'aparells. Es va retirar silenciosament després de la selecció de l'equip olímpic nacional pels Jocs Olímpics de 2012.

## Història competitiva
| Any  | Competició         | Ubicació  | Aparell             | Possició final | Puntuació final | Possició en classificació | Puntuació en classificació |
| ---- | ------------------ | --------- | ------------------- | -------------- | --------------- | ------------------------- | -------------------------- |
| 2010 | Jocs Asiàtics      | Guangzhou | Equip               | 1              | 234.150         | 1                         | 234.150                    |
| 2010 | Campionats del Món | Rotterdam | Equip               | 3              | 174.781         | 2                         | 233.778                    |
| 2010 | Copa del Món/Sèrie | Gant      | Barra d'equilibri   | 2              | 14.100          | 4                         | 14.100                     |
| 2009 | Campionats del Món | Londres   | Exercici complet    | 6              | 56.575          | 8                         | 55.500                     |
| 2009 | Campionats del Món | Londres   | Barres asimètriques |                |                 | 19                        | 13.925                     |
| 2009 | Campionats del Món | Londres   | Exercici de terra   |                |                 | 34                        | 13.025                     |
| 2009 | Campionats del Món | Londres   | Barra d'equilibri   | 8              | 13.125          | 7                         | 14.375                     |
| 2008 | Copa del Món/Sèrie | Stuttgart | Barres asimètriques |                |                 | 10                        | 13.600                     |
| 2008 | Copa del Món/Sèrie | Stuttgart | Exercici de terra   | 3              | 14.075          | 7                         | 14.650                     |
| 2008 | Copa del Món/Sèrie | Stuttgart | Barra d'equilibri   | 3              | 15.075          | 7                         | 14.650                     |
| 2008 | Jocs Olímpics      | Pequín    | Equip               | 1              | 188.900         | 1                         | 248.275                    |
| 2008 | Jocs Olímpics      | Pequín    | Exercici complet    | 3              | 62.650          | 3                         | 62.350                     |
| 2008 | Jocs Olímpics      | Pequín    | Barres asimètriques | 3              | 16.650          | 1                         | 16.650                     |
| 2008 | Copa del Món/Sèrie | Tianjin   | Exercici de terra   | 2              | 15.275          |                           |                            |
| 2008 | Copa del Món/Sèrie | Tianjin   | Barres asimètriques | 1              | 16.925          |                           |                            |
| 2007 | Campionats del Món | Stuttgart | Exercici complet    | 6              | 60.025          | 9                         | 59.700                     |
| 2007 | Campionats del Món | Stuttgart | Barra d'equilibri   |                |                 | 27                        | 14.900                     |
| 2007 | Campionats del Món | Stuttgart | Exercici de terra   |                |                 | 24                        | 14.325                     |
| 2007 | Campionats del Món | Stuttgart | Equip               | 2              | 183.450         | 2                         | 241.175                    |
| 2007 | Campionats del Món | Stuttgart | Barres asimètriques | 3              | 16.150          | 4                         | 16.000                     |

## Música a l'exercici de terra
- 2007–2008 Bolero de la banda sonora de Moulin Rouge!
- 2009 Zigeunerweisen de Pablo de Sarasate
- 2010 Laguan Gitarra d'Agua Loca